# 曼達安教
曼達安教 （現代曼達安語：מנדעיותא ； 阿拉伯语：‎ ）是一個諾斯底主義宗教，信仰該教的民族稱作曼達安人，其擁有強烈的二元世界觀，崇敬亞當、亞伯、塞特、以挪士、挪亞、閃姆、亞蘭以及視施洗者約翰為最後一位先知，並拒絕承認亞伯拉罕、摩西和耶稣的先知地位。Manda在曼達安語中代表「知識」。

## 歷史

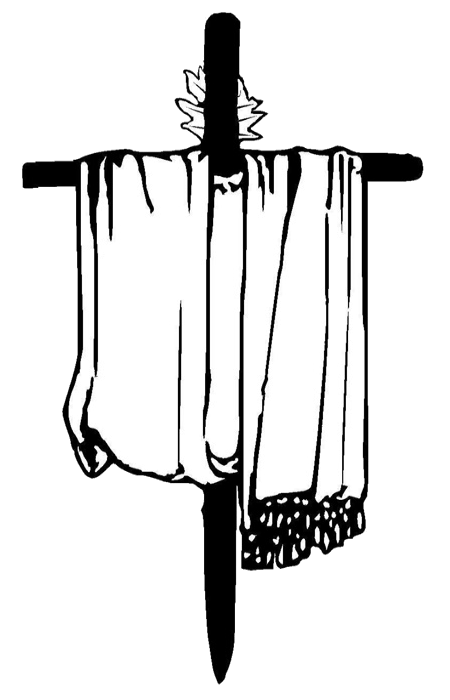
曼达安教十字架

大多數的學者都認為曼達安教歷史早於基督教，不過也有部分學者認為曼達安出現時間晚於基督教創立。曼達安人在西元一世紀時從南黎凡特遷徙至美索不達米亞，他們是閃族人，使用東部亞拉姆語的其中一支方言曼達安語，他們的起源可能與納巴泰人有密切關聯。 部分研究者认为《可蘭經》中提到的拜星教就是现在的曼达安教。

## 分布
在2003年伊拉克戰爭之前，曼達安人主要居住在伊拉克，以及部分在伊朗；美軍佔領伊拉克後，許多伊斯蘭極端團體的暴力攻擊使得曼達安人逃離伊拉克，至2007年伊拉克僅剩約5,000人；逃離的曼達安人主要是遷往伊朗和伊拉克北部，小部分移民至敘利亞、約旦，也有部分獲得難民庇護至瑞典、澳洲和美國等西方國家。目前全球約有 60,000至70,000名曼達安人。

## 參閲
- 曼達語字母（英语：Mandaic alphabet）
- 曼達語（英语：Mandaic language）

## 外部連結
- 曼達安聯盟 （页面存档备份，存于） – 統整全球曼達安人事務的國際組織，提供英語與阿拉伯語資訊。
- The Worlds of Mandaean Priests （页面存档备份，存于）, University of Exeter